# Кельте
Кельте (Келте) — слабо пресное озеро в Алматинской области Казахстана. Находится в 8 км к северо-западу от с. Аккиик и в 168 км к северо-западу от города Талдыкорган.
Озеро расположено на высоте 341 м над уровнем моря и относится к Или-Балхашскому бассейн. Площадь — 3,32 км²; длина — 4,0 км; ширина — 1,0 км.
Находится в песках, окружено барханами. По берегам - заросли тростника, местами - рощицы ив, гребенщика, лоха, чингила, туранг.
На водоёмах озёрной системы обитают белые цапли, чомги, белоглазые чернети, лысухи, камышницы, хохотуньи, речные крачки, черные коршуны, огари, красноносые нырки, серые утки, кряквы, чирки-трескунки, кудрявые пеликаны, большие бакланы, чибисы, ходулочники. Имеется колония грачей. В туранговых рощах гнездятся пустельги, белые лазоревки, орлан-белохвост.

## Гидрография
Озеро Кельте относится к дельте реки Каратал Алматинской области. Гидрография района представлена постоянными и временными водотоками в нижней части левобережья бассейна реки Каратал.
Озеро Кельте, протянулось в меридиональном направлении с севера на юг. Площадь зеркала озера в 80-х годах составляла — 4,5 км², на сегодняшний день площадь озера сократилась до 3,32 км².
Вода в озере слабо пресная, пригодная для рыбохозяйственной деятельности.
Близлежащий населённый пункт — село Аккиик расположен в 8 км юго-восточнее озера.
Озеро Кельте является главным озером в данной озерной системе.
В озерную систему входит еще ряд водоемов.
Озерная система живет в основном за счет естественной протоки из реки Каратал. Вода, поступающая из реки, полностью обеспечивает водой всю озерную систему. Также в озера заходит рыба, которая благоприятно нерестится в них. Озера уникальны в поддержании естественных условий флоры и фауны.